# Bressieux
Bressieux är en kommun i departementet Isère i regionen Auvergne-Rhône-Alpes i sydöstra Frankrike. Kommunen ligger i kantonen Saint-Étienne-de-Saint-Geoirs som tillhör arrondissementet Grenoble. År 2022 hade Bressieux 91 invånare.

## Befolkningsutveckling
Antalet invånare i kommunen Bressieux
Referens:INSEE